# 後向散射

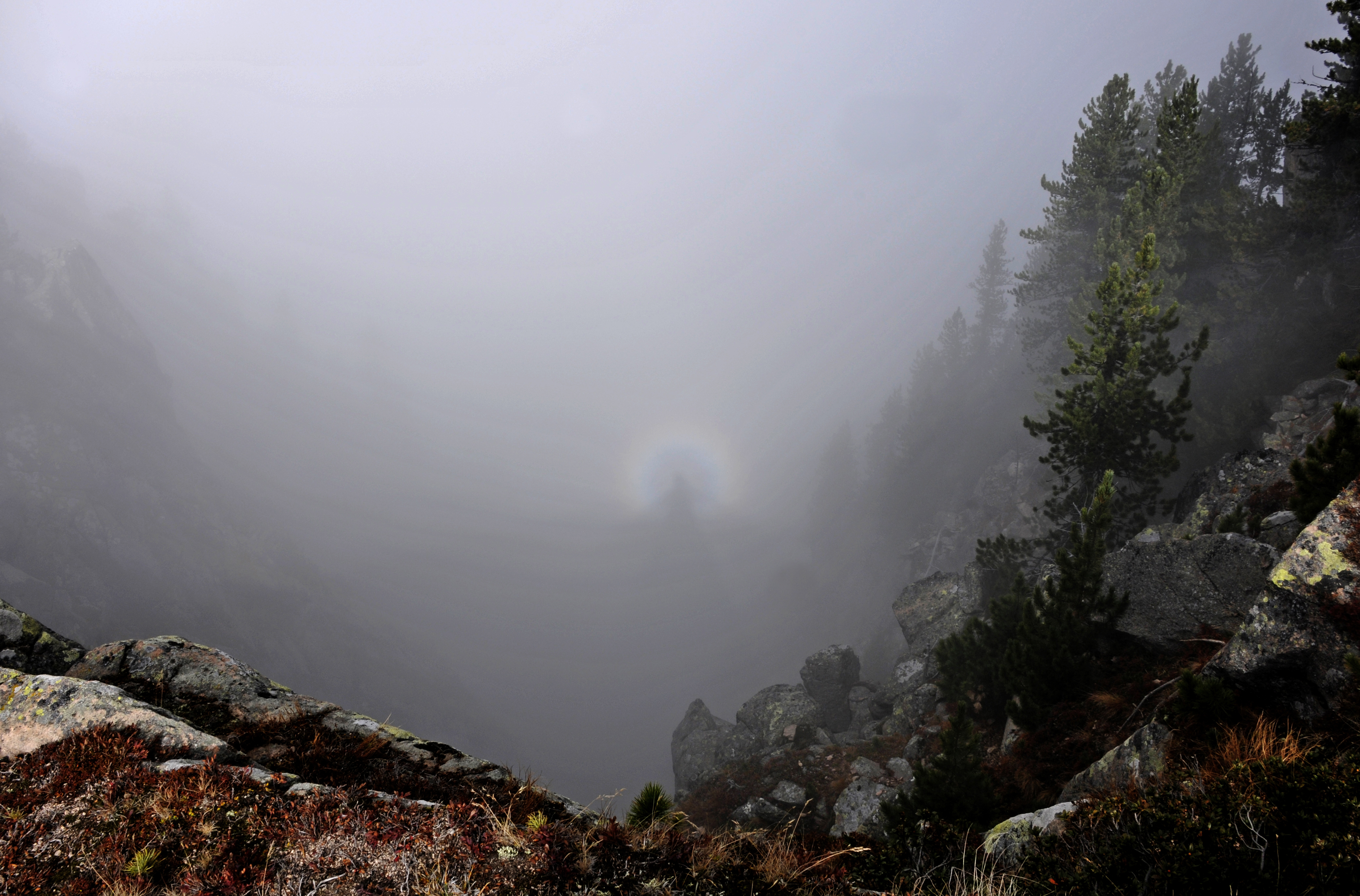
相片中的后向散射，在光环现象中显示出的布罗肯奇景

在物理学中，后向散射是指波、粒子或信号反射回它们射入时的方向。其结果与来自镜子的镜面反射相反，通常为散射引起的漫反射，尽管镜面后向散射也偶尔在垂直入射到表面时出现。后向散射在天文学、摄影和医学超声检查中有着重要的应用。与其相对称的效应为前向散射，例如当像云这样的半透明材料散射阳光时，产生的柔光效应。

## 波在物理空间中的后向散射
后向散射可能发生在完全不同的物理情况下，其中入射波或粒子通过不同的机制从其原始方向散射：
- 大颗粒的漫反射和米氏散射，导致晨昏蒙影和对日照现象，并出现在气象雷达中；
- 电磁波与传输介质（布里渊散射和拉曼散射）之间的非弹性碰撞；
- 加速离子与样品之间的弹性碰撞（卢瑟福后向散射）
- 来自晶体的布拉格衍射，用于非弹性散射实验（中子后向散射， X 射线后向散射光谱）；
- 后向散射 X 射线成像（康普顿散射）；
- 受激后向散射，在非线性光学中观察到，并在三波方程的一类解中描述。

有时，散射或多或少是各向同性的，即进入的粒子随机地向各个方向散射，对后向散射没有特别的偏好。在这些情况下，术语“后向散射”只是指定实际选择的检测器位置
- 在X射线成像中，后向散射与透射成像正好相反；
- 在非弹性中子或 X 射线光谱中，选择后向散射几何是因为它优化了能量分辨率；
- 在天文学中，后向散射光是指以小于 90° 的相位角反射的光。

在其他情况下，散射强度在向后方向上增强。这可能有不同的原因：
- 在晨昏现象中，红光占主导地位，因为光谱的蓝色部分被瑞利散射耗尽了。
- 在对日照中，建设性干涉可能会发挥作用。
- 在随机介质中观察到相干后向散射；对于可见光，最典型的是在牛奶等悬浮液中。由于弱定位作用，在后向观察到增强的多重散射。
  - 后向散射对准(BSA) 坐标系通常用于雷达应用
  - 前向散射对准(FSA) 坐标系主要用于光学应用

物体的后向散射特性与波长和偏振有关。因此，使用多个波长或偏振的传感器系统可用于检测有关目标属性的附加信息。

### 雷达（气象雷达）
雷达系统背后的原理是基于后向散射。
在气象雷达中，后向散射与目标直径的 6 次方乘上其固有反射特性成正比，前提是波长大于粒子直径（瑞利散射）。水的反射率几乎是冰的 4 倍，但水滴比雪花或冰雹小得多。所以后向散射取决于这两个因素的组合。由于冰雹和大霰（固体冰）的尺寸较大，最强的后向散射来自它们，但非瑞利（米氏散射）效应可能会影响结果。另一个较大的影响因素来自融化的雪或湿雨夹雪，因为它们也具有一定的尺寸和水反射率。它们通常在气象雷达中显示出比实际发生更高的降水率。雨是一种适度的后向散射，大雨滴（雷暴）会更强，而小雨滴（薄雾或毛毛雨）会弱得多。雪的后向散射相当弱。双极化天气雷达可根据垂直和水平信号的比率推断形状信息从而测量后向散射。

## 光学检测
后向散射方法也用于光纤应用中以检测光学故障。由于瑞利散射，通过光纤电缆传播的光会逐渐衰减。因此，通过监测部分瑞利后向散射光的变化程度可进行故障检测。由于后向散射光在沿着光缆传播时呈指数衰减，因此衰减特性以对数刻度图表示。如果图表的斜率很陡，则功率损耗很高。如果斜率平缓，则光纤具有令人满意的损耗特性。
后向散射法的损耗测量可以在不切断光纤的情况下测量光缆的一端，因此可以十分方便地用于光纤的施工和维护。

## 摄影技术

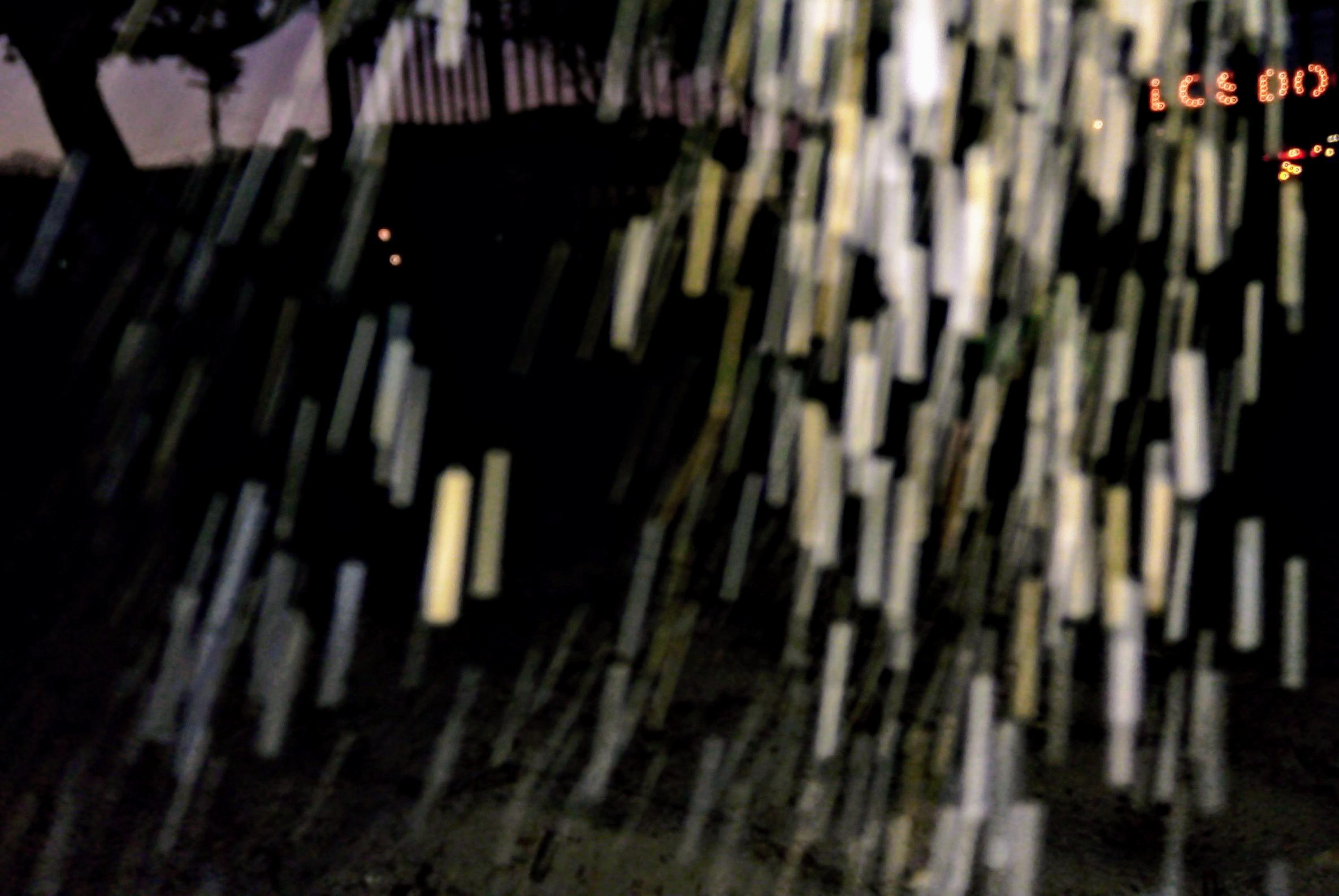
智能手机闪光灯反射沙粒的光。

摄影中的术语后向散射是指来自闪光灯或频闪灯的光从镜头视野中的粒子反射回来，导致照片中出现光斑。这会产生有时称为球体伪影的东西。雪花、雨水、薄雾或空气中的灰尘可能会导致照片产生后向散射。由于现代紧凑型和超紧凑型相机，尤其是数码相机的尺寸限制，镜头与内置闪光灯之间的距离减小，从而减小了光线反射到镜头的角度，增加了光线反射通常亚可见颗粒的可能性。因此，球状伪影在小型数码或胶片相机照片中很常见。  